# Голубое озеро (Абхазия)
Голубое озеро (абх. Аӡиасицәа, груз. ცისფერი ტბა [Циспери тба]) — озеро карстового происхождения площадью 180 м². Расположено в Абхазии, на правом берегу реки Бзыбь, на 13-м километре дороги к озеру Рица с левой стороны.
Питание озера происходит подземным потоком воды, начинающимся на склонах высокой горы Ахцых. Уходящий поток впадает в реку Бзыбь.

## Описание
Озеро яркого голубого цвета, который не блёкнет и не темнеет даже в самую ненастную погоду, не замерзает круглый год. Поверхность воды совершенно спокойна, несмотря на то, что рядом в него шумно вливается из-под скалы полноводный горный поток.
Животный мир (рыба, планктон) отсутствует.
Популярный объект на туристическом маршруте к озеру Рица.

## Легенды о происхождении
В древней легенде рассказывается: «Там, где сейчас Голубое озеро, в стародавние времена была пещера, в которой жил столетний старец — жрец. Белоснежная борода его свисала почти до самой земли, а необычно голубые глаза излучали мудрость и доброту. Этот умудренный жизненным опытом человек был в прошлом известным охотником. Состарившись, он отдалился от людей, чтобы быть ближе к природе, и поселился в пещере. Местные охотники часто приходили к нему за советом, за его знаниями горных троп, повадок зверей и возможностей их отстрела. За его полезные советы охотники считали своим долгом, возвращаясь домой, оставить ему одну шкуру убитого зверя и часть мяса. Однажды в ненастную погоду в этих местах оказались чужестранцы и попросились на ночлег в пещеру к старику. Он гостеприимно их принял. Угостив их, отшельник показал место для ночлега, постелив им шкуры убитых животных. Увидев большое количество шкур зубров, медведей, оленей, косуль, куниц алчные гости решили завладеть ими. Убив хозяина, они спешно стали складывать шкуры в мешки. Почти все шкуры были уже собраны, когда неожиданно мощный поток воды запрудил выход из пещеры. Злоумышленники оказались в западне. Так и образовалось Голубое озеро, или Озеро абхазского старца, воды которого напоминают голубизну глаз старика, тело которого осталось на дне, а открытые глаза придали необычный цвет водам озера».
В другой легенде говорится: «Прекрасная Дзыдзлан — владычица вод. Живёт она в богатых чертогах глубоко под водой. Её красивые золотистые волосы волнами спускаются до пят, причем пятки у неё спереди, а ступни сзади — никто не может повалить её на спину. Есть у Дзыдзлан волшебное зеркало, в котором отражается все, что происходит на свете, — все видит, обо всем знает красавица! Влюбляется она только в самых красивых мужчин, заманивает их к себе, а затем отпускает с богатыми подарками. Жил-был на свете один очень ленивый пастух, к тому же очень уродливый. Пас он стадо на склонах горы Мамдзышха. И прослышал лентяй, что где-то в этих местах живёт красавица Дзыдзлан. Очень ему захотелось её увидеть и чтобы она полюбила его. И так как лентяй полагал, что необычайно хорош собой, то часто стал уединяться на одной зелёной лужайке на берегу прозрачного ручейка, вытекавшего из пещеры недалеко от реки Бзыбь. Здесь в тени самшита он засыпал, надеясь, что во сне Дзыдзлан придет к нему скорее. Красавица действительно узнала, что на поляне бывает какой-то мужчина. Любопытство взяло верх, она решила пойти посмотреть, кто это так добивается её внимания. Но когда Дзыдзлан подошла к спящему и увидела его уродство, она рассвирепела, схватила сонного лентяя и швырнула на землю. Удар был настолько сильным, что потолок находившейся под лужайкой пещеры не выдержал и рухнул. И образовалось здесь со временем большое озеро, которое было названо Голубым за его особенный цвет».

## Галерея

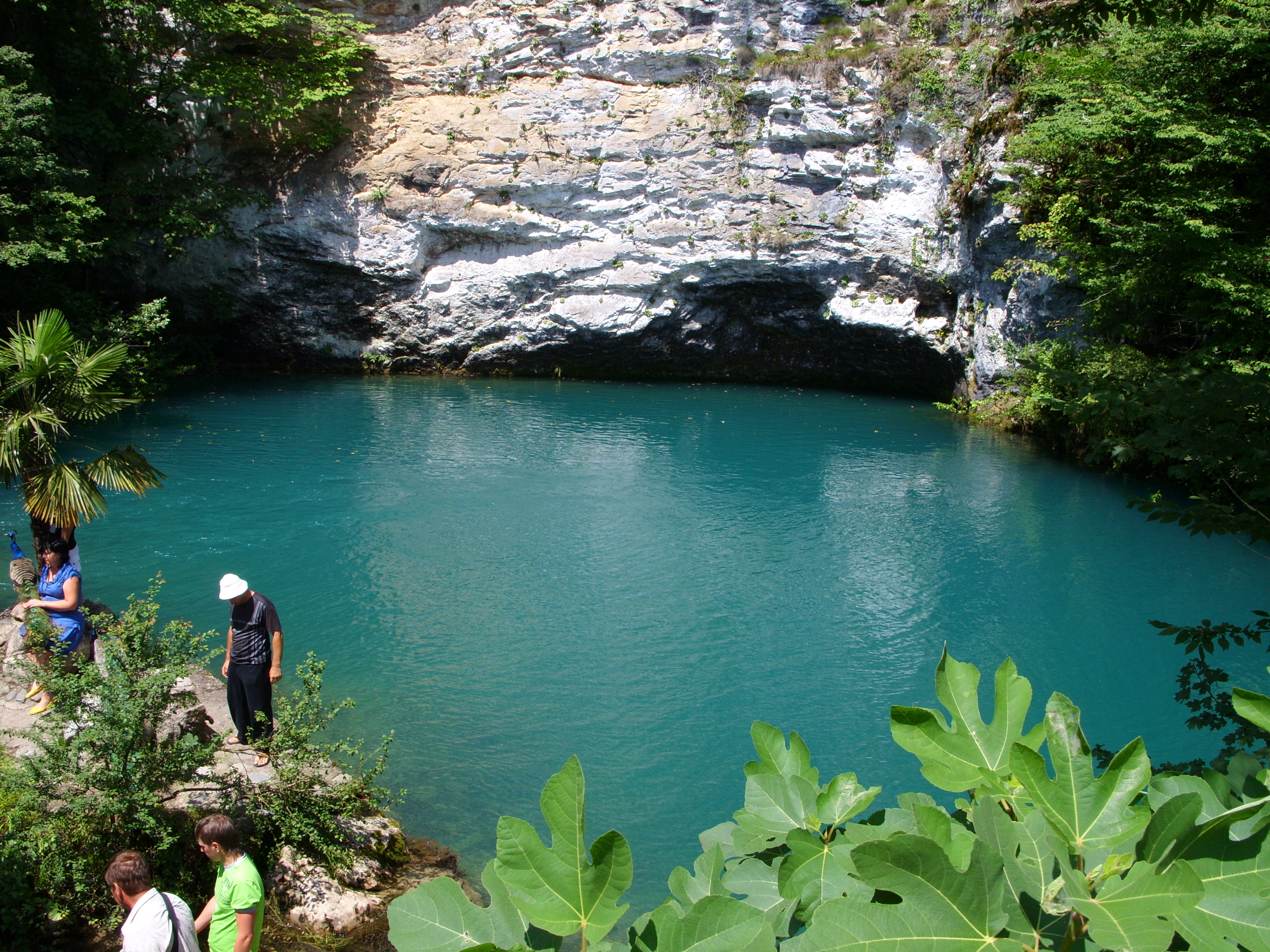
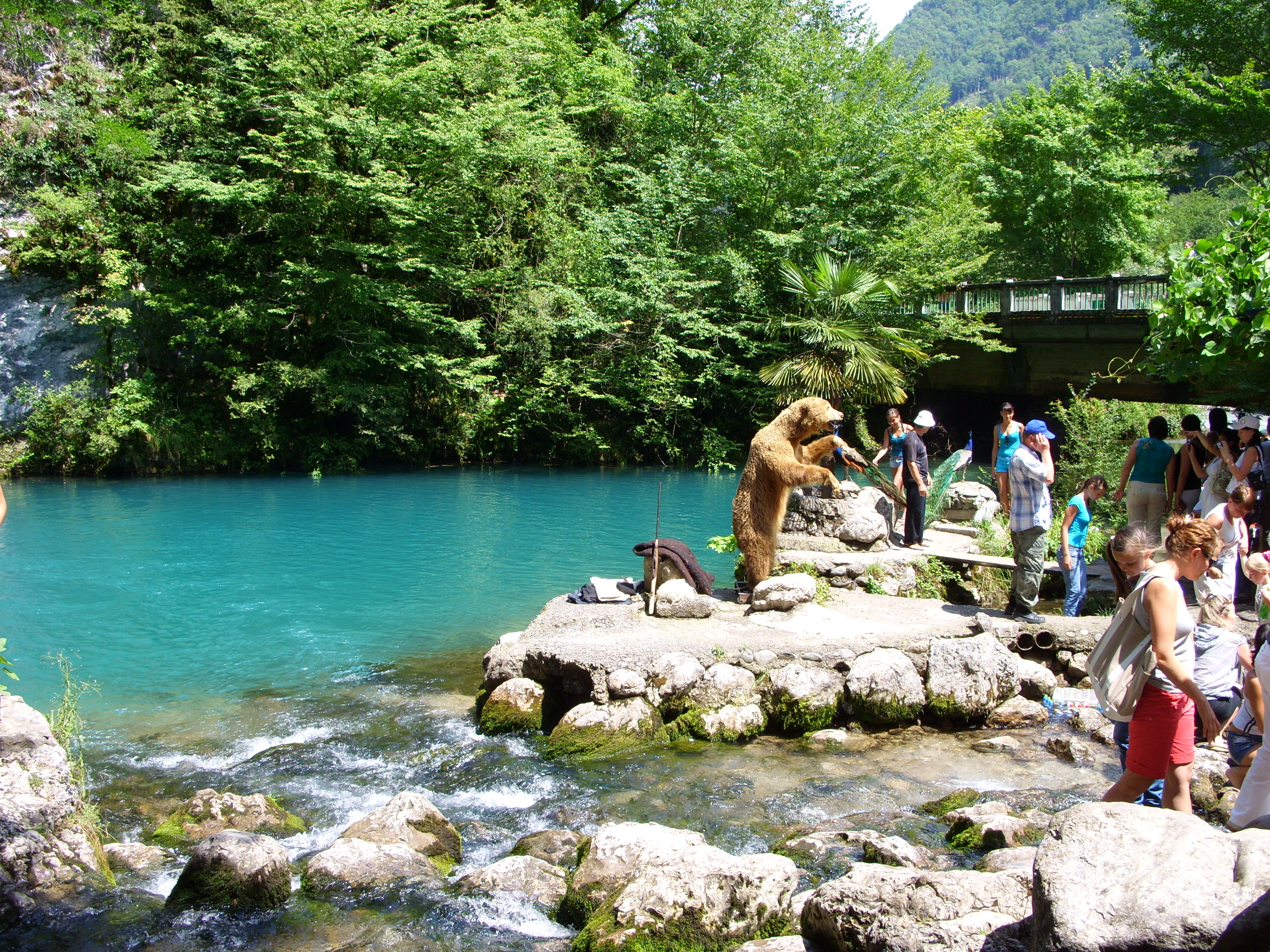
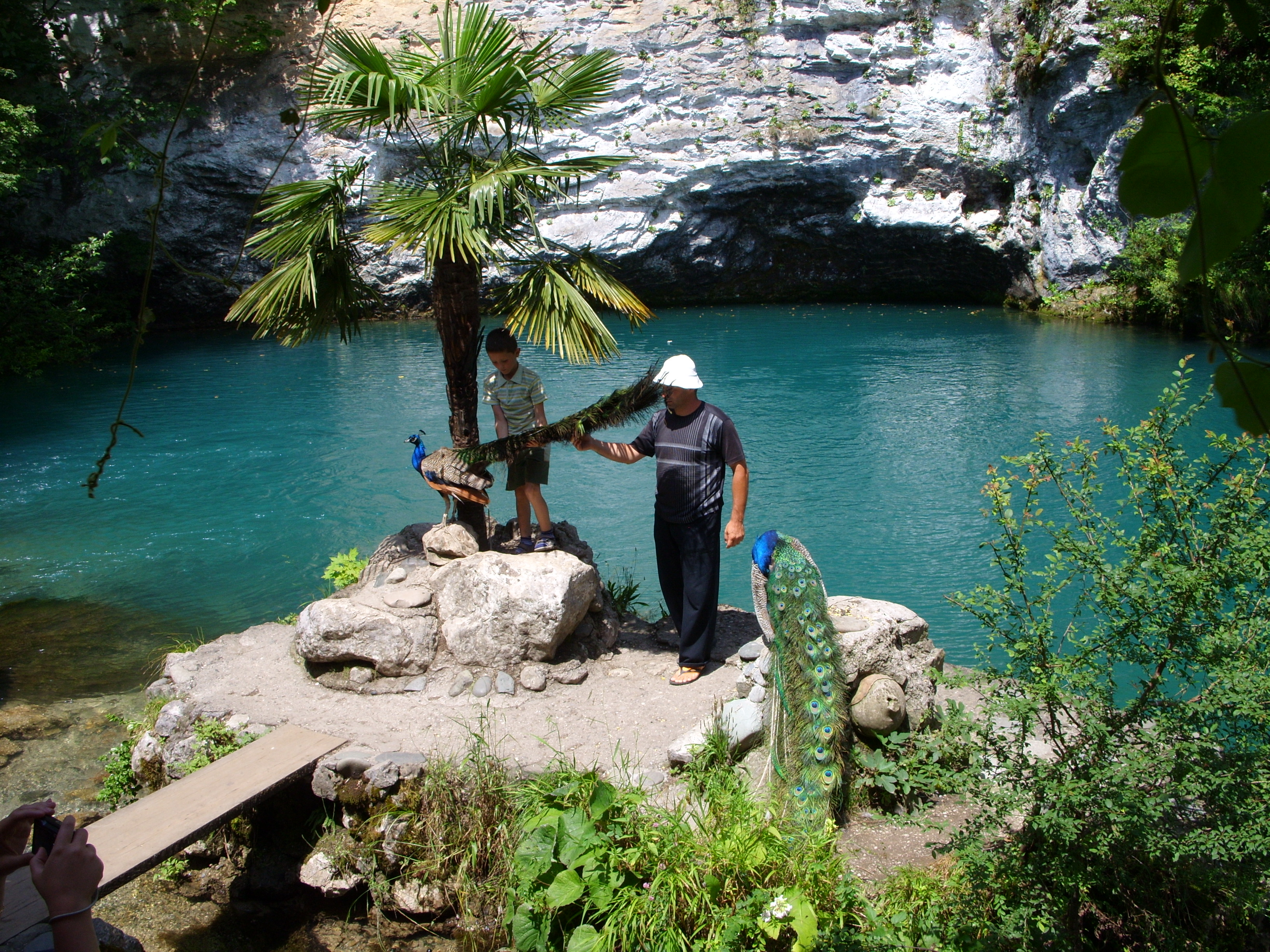
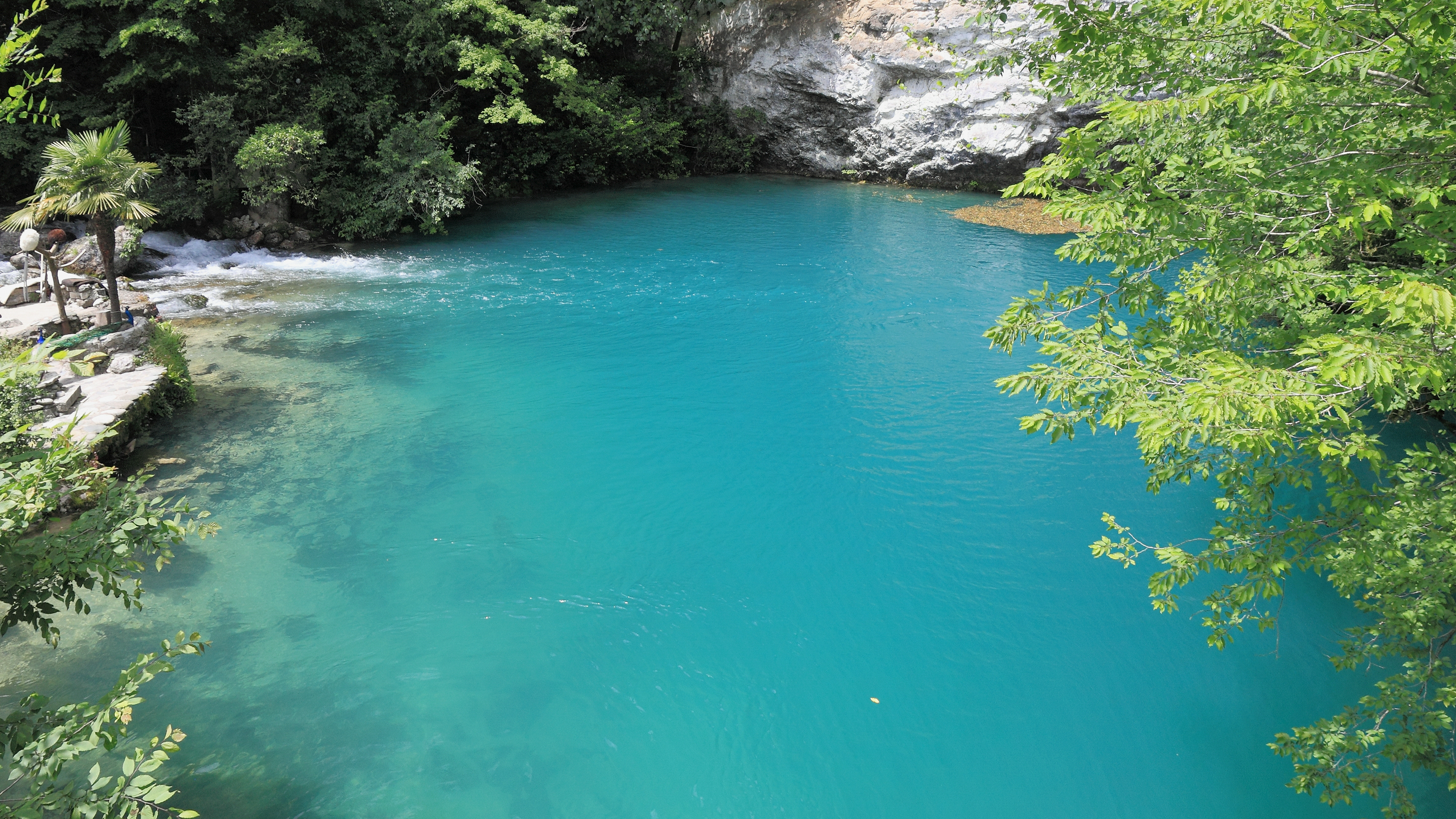
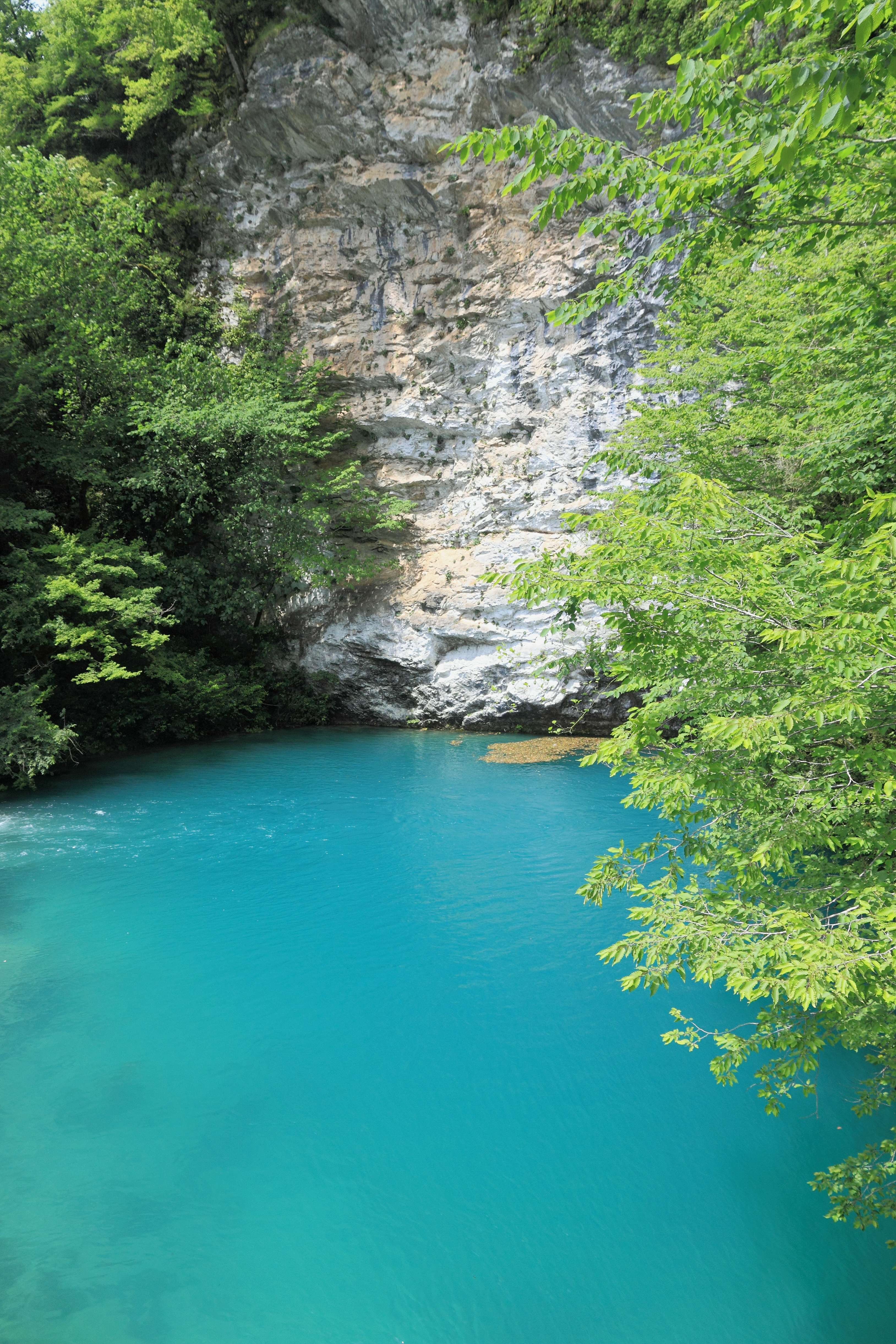
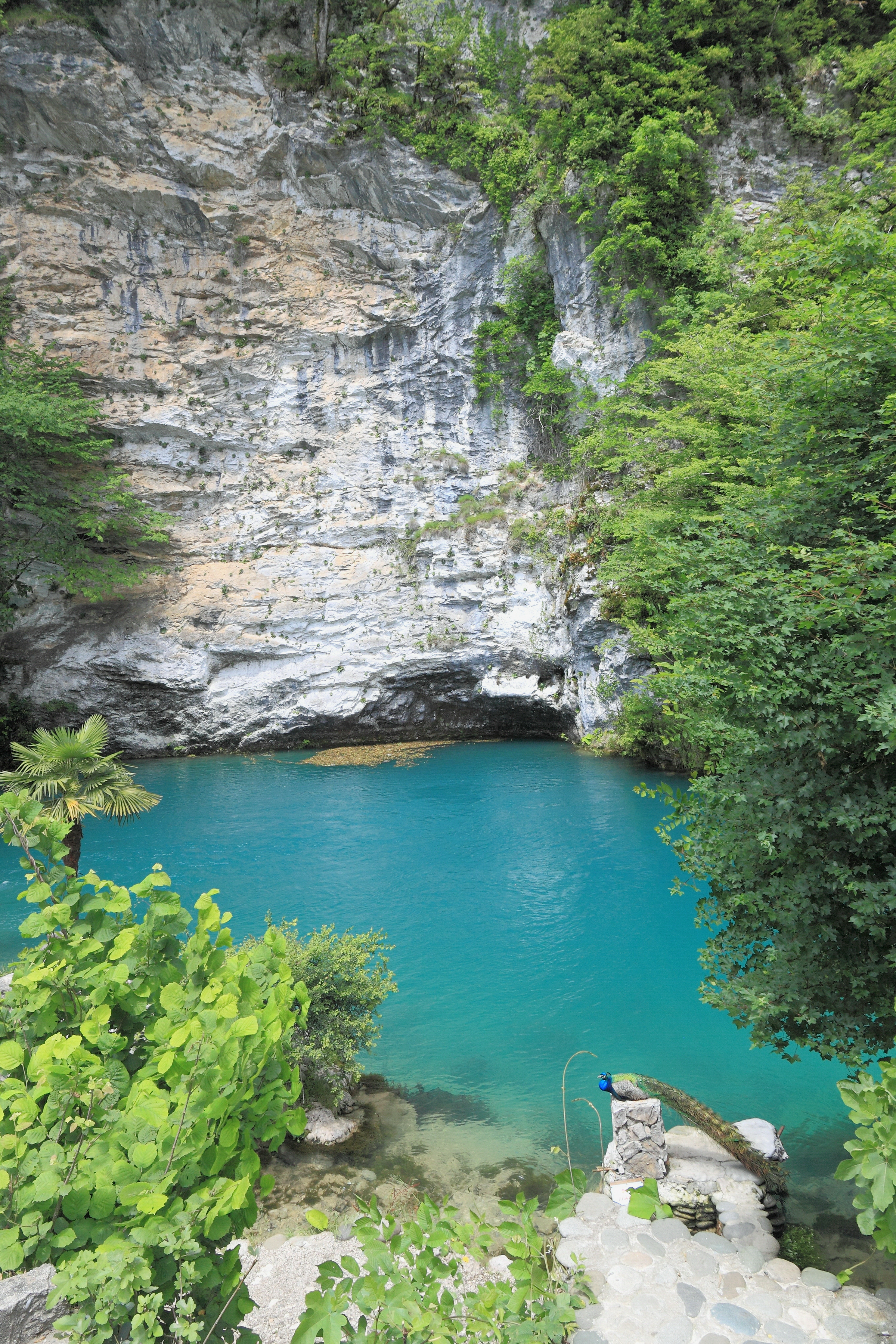

## Топографическая карта
- Лист карты K-37-V. Масштаб: 1 : 200 000. Издание 1968 г.